# Gare de Kajaani
La gare de Kajaani  (en finnois : Kajaanin rautatieasema, en suédois : Kajana järnvägsstation) est une gare  à Kajaani en Finlande.

## Histoire
Conçue par Gustaf Nyström dans le style Art nouveau, elle est construite en 1904–1905 pendant la construction de la voie ferrée Iisalmi-Kajaani. On la cite souvent comme la plus belle gare de Finlande.
En 2008, la gare a accueilli  211 000 voyageurs.

## Service des voyageurs

### Accueil
La salle d'attente est ouverte aux heures de circulation des trains. 
Tous les trains de voyageurs empruntent la voie 1, à l'exception de trois trains circulant sur la voie 2.
La vente de billets à la gare a été arrêtée le 2 août 2014, mais la gare dispose d'un distributeur de billets.
En 2019, un centre de voyage, commun pour le trafic ferroviaire et les bus, a ouvert dans le quartier de la gare, tandis que la gare routière de Kajaani a été fermée.

## Galerie

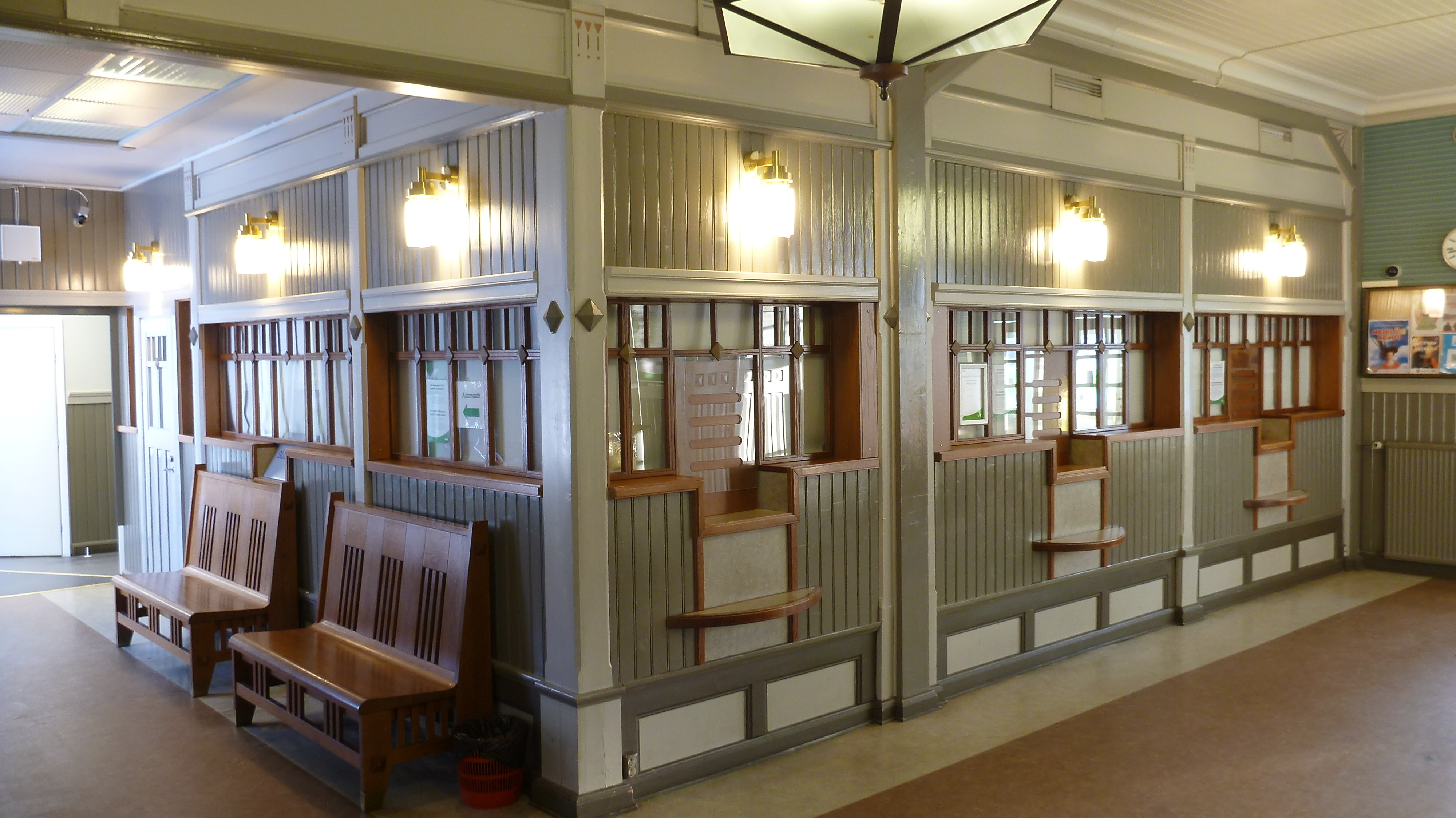
L'interieur de la gare.